# Friedrich Spanheim der Ältere

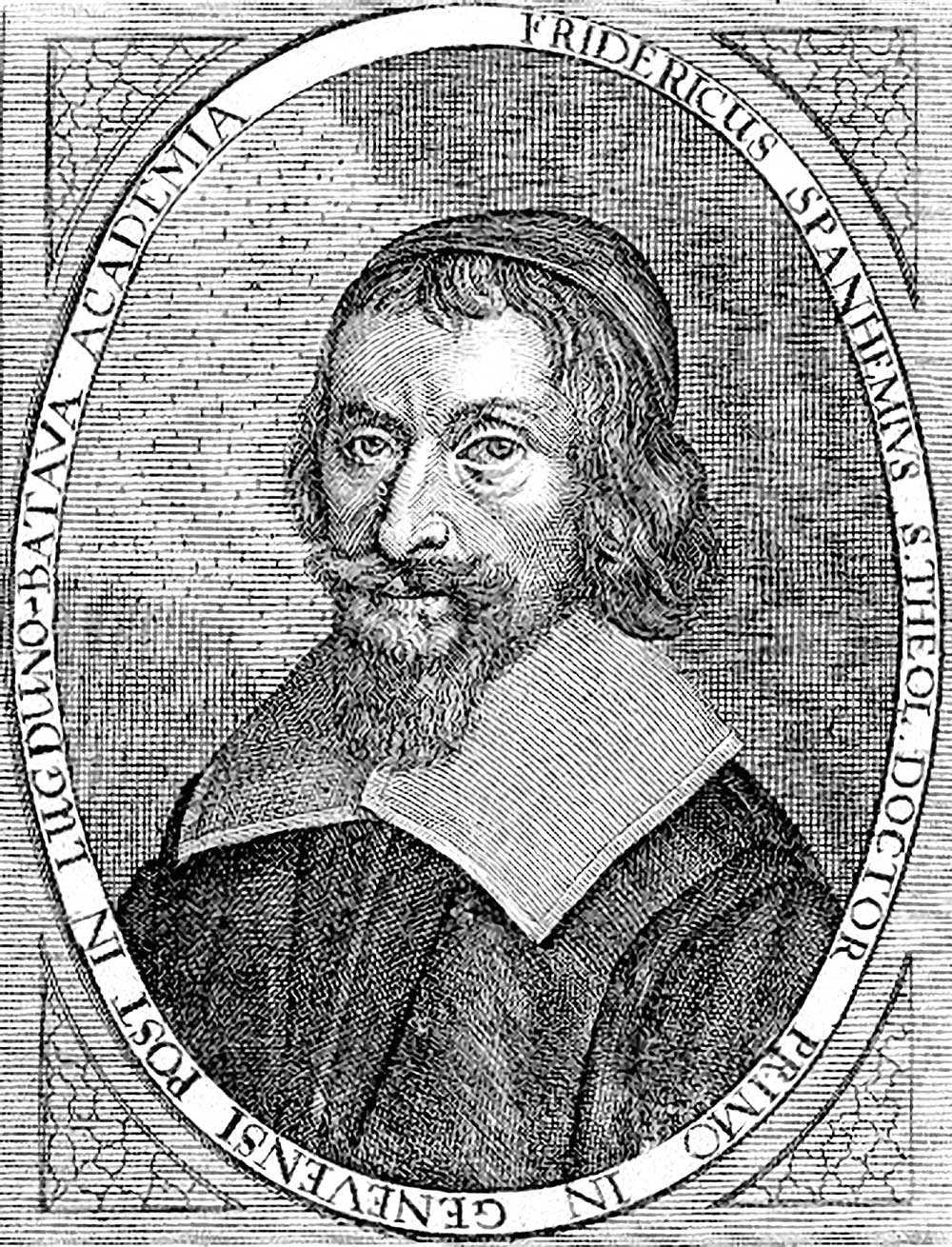
Friedrich Spanheim der Ältere

Friedrich Spanheim der Ältere (* 1. Januar 1600 in Amberg; † 14. Mai 1649 in Leiden) war ein deutscher reformierter Theologe.

## Leben
Spanheim stammte aus einer reformierten Theologenfamilie. Sein Vater war der damalige Rektor am Amberger Pädagogium Wigand Spanheim, seine Mutter Reneé war eine Tochter des reformierten Pfarrers Daniel Tossanus des Älteren.
Nachdem er seine erste Vorbildung am Pädagogium in Amberg absolviert hatte, nahm er am 4. November 1614 ein Grundlagenstudium der philosophischen Wissenschaften an der Universität Heidelberg auf. Mit abgeschlossenem Magistergrad wandte er sich am 22. Juli 1619 dem Studium der Theologie an der Genfer Akademie zu. 1621 wurde er Privatlehrer in Dauphiné. Während jener Zeit besuchte er auch Paris, wo ihm sein Verwandter Samuel Durant abriet, eine Professur an der Universität Lausanne anzunehmen.
1625 reiste er nach England, kehrte über Paris nach Genf zurück und wurde 1626 Professor der philosophischen Fächer Logik und Physik an der Akademie Genf. 1628 wurde er dort Prediger und 1631 übernahm in Genf einen Lehrstuhl für Theologie, nachdem er bereits 1628 das Ehrenbürgerrecht erhalten hatte. Am 8. Juli 1633 sowie am 21. Oktober 1637 wurde er Rektor der Hochschule. Hier erwarb er sich als orthodoxer Vertreter des Calvinismus Anerkennung. In seiner Eigenschaft als führende Kraft der Genfer Hochschule hatte er einen Bericht über den Dreißigjährigen Krieg unter dem Titel Le Soldat Suédois (1633) verfasst und anlässlich des einhundertsten Jahrestages der Reformation in Genf die Rede Geneva restituta (1635) gehalten. Bereits hier bewies er, dass er ein strenger Vertreter der calvinistischen Prädestinationslehre war, der alle widerstrebenden Bemühungen derselben bekämpfte. Vor allem seine Schrift Exercititationes de gratia universali wandte sich gegen die von Moyse Amyraut propagierte universalistische Gnadenlehre.
Spanheims Ruf wuchs im Lauf der Zeit, so dass die Kuratoren der Universität Leiden den aufstrebenden reformierten Theologen am 21. Juni 1641 zum Professor der Theologie beriefen. Um den Gepflogenheiten Rechnung zu tragen, als universitärer Lehrer einen akademischen Grad zu besitzen, begab er sich 1642 an die Universität Basel, wo er sich unter dem Rektorat Emanuel Stupanus’ in die Matrikel einschrieb und zum Doktor der Theologie promovierte.
Seine ihm übertragene Leidener Professur trat er im Anschluss am 3. Oktober 1642 an und hielt anschließend seine Einführungsrede de officio theologi. Als strenger Vertreter der calvinistischen Prädestinationslehre hatte Spanheim auch in Leiden manchen innerkirchlichen Kampf zu bestehen. Dennoch etablierte er sich auch in Leiden. Sein umfangreiches Engagement hatte sich auch auf die Verwaltung der Leidener Hochschule ausgewirkt, deren Rektor er 1647/48 war.
Die vielfältigen öffentlichen Auftritte wie auch die privaten Verpflichtungen zehrten an seiner Lebenskraft, so dass er bereits im Alter von neunundvierzig Jahren starb.
Aus seiner 1627 geschlossenen Ehe mit Francoise Charlotte du Port (Genf 1602–1648), Tochter des aus Poitou nach Genf geflohenen Hugenotten Pierre du Port und dessen Frau Jeanne Duchesne, sind sieben Kinder hervorgegangen. Man kennt die Söhne Ezechiel Spanheim, Friedrich Spanheim der Jüngere, Andreas Spanheim (Rentmeister Groningen und gräflicher Rat, 1643–1726), Daniel Spanheim (1644–1675, Bibliothekar der Heidelberger Universitätsbibliothek) und René Spanheim. Von den Töchtern kennt man Marie und Jeanne.

## Werke
- Dubia evangelica. Genf 1631–39. 3 Bände, Genf 1639, 1654 1700.
- Chamierus contractus. Genf
- Mémoires sur la vie et la mort de la Serenissime Princesse Louise Juliane, Electrice Palatine, née Princesse d’Orange. Leyden 1643.
- Le soldat Suédois, ou l’Histoire de ce qui est passé en Allemagne depuis l’entrée du roi de Suède en 1630 jusqu’es sa mort. Genf 1633, Amsterdam 1649. 2. Teile
- Le Mercure Suisse, concernant les mouvements de ces derniers temps jusqu’en 1634. Genf 1631.
- Geneva restituta, sive admiranda Reformationis Genevensis historia. Genf 1635.
- Commentaire historique de la vie et de la mort de Christophe vicomte de Dhona. Genf 1639.
- Pancratiae catholicae Epitome, verkorting derPancratia van Chamier. Le Trône de grace, de jugement et de gloire. Leyden 1644.
- Gangraena theol. anabaptisticae, in ’t Engelsch overgezet. London, 1640.
- Oratio funebris in excessum venerandi nobilissimique theologi Joannis Polyandri a Kerckhoven, dicta 17 Febr. 1646. Leiden 1646.
- Vita Ludovicae Julianae, Electricis Palatinae, Friderici V. matris. Leiden 1645.
- Diatribe historica de origine, progressu et sectes anabaptistarum. Franeker, 1645.
- Chamierus contractus. Exercitationes, de gratia universali. 3 Teile Leiden, 1646.
- Laudatio funebris Friderici Henrici Arausionis Pr. Leiden 1647.
- Expistola ad Cottierium de conciliatione Gratiae universalis. Leiden 1648.
- Epist. ad Buchananum de controversiis Anglicanis et vindiciae de gratia universali.
- Epistola ad Andr. Rivetum contra Jos. Halli librum, quod episcopatus sit juris divini.
- Variae disputations anti-Anabaptisticae. Leiden 1643.
- Vindiciae de Gratia universali quibus D. Admirando respondit. Amsterd. 1649.
- Exercitationes in Epist. ad Hebraeos et ad Romanos.